# Greererpeton
Greererpeton burkemorani — вимерлий рід колостеїдних тетраподоморфів раннього кам'яновугільного періоду (пізній візейський період) Північної Америки. Грірерпетон був вперше описаний відомим палеонтологом з хребетних Альфредом С. Ромером у 1969 році на основі черепа та часткового скелета з формації Блюфілд. Череп був переописаний Тімоті Р. Смітсоном у 1982 році, а посткраніальні останки були переописані Стівеном Дж. Годфрі в 1989 році.

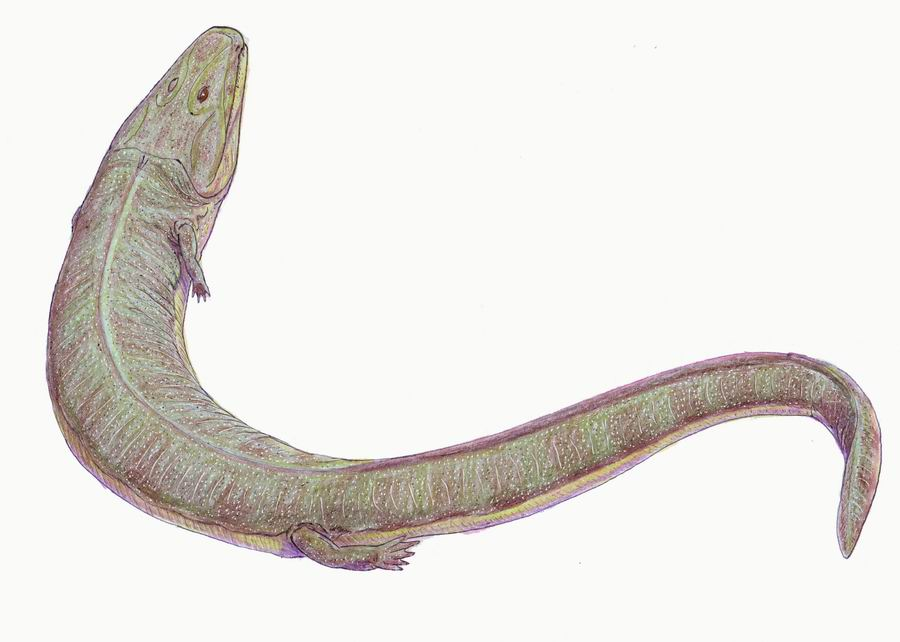
Художня реконструкція

Грірерпетони, ймовірно, були водними, з видовженим тілом, пристосованим для плавання. Загальна довжина дорослих особин становить 1.0–1.4 метра або 1.5 метра, за розмірами подібно до сучасних азійських гігантських саламандр (Andrias). Тіло було подовжене, з приблизно 40 хребцями, тоді як сплощений череп досягав у дорослих екземплярів приблизно 18 сантиметрів. Найбільш повний дорослий екземпляр зберіг лише 12 хвостових хребців. Проте були виявлені менші екземпляри, які зберегли понад 30 хребців, тому не виключено, що повний хвіст був приблизно такий же довгий, як і тіло. Кінцівки були короткі, хоча й не рудиментарні; пальці були ще добре розвинені. Грірерпетони були хижими тваринами, які, ймовірно, жили в річках і болотах.